# Esben Thornhal
Esben Vildsø Lund Thornhal (født i 1983)[kilde mangler], også kendt som Esben "Es" Thornhal, er en dansk hiphop producer, som bl.a. har arbejdet sammen med L.O.C., Jokeren, Per Vers, Barbara Moleko, Carl Knast, USO, Bogfinkevej og Kasper Spez.
Han har hjulpet nye talenter og producerer samtidig musik for rappere og artister i bl.a. Brasilien (fx BK), England (fx Ambush), Norge (fx O.D.Z.) og USA (fx M.O.P. og Dave East).

## Baggrund
I 2000'erne var han en en del af den danske hiphop-scene, hvor han skilte sig ud ved både at producere kommercielle succeser og samtidig sætte stilen for hiphop'ens undergrundsmiljø.  Sammen med SupaJan og Lex L stiftede han i 2004 pladeselskabet Graven. I fællesskab med SupaJan ejer han også musikstudierne The Artillery på Gammel Kongevej i København. Derudover er han formand for den frivillige musikforening Østersø Sonics der bl.a. arrangerer den bornholmske musikfestival ØSTPAA Festival samt det lokale spillested Balladen på Kjøllergaard på Bornholm. Han står også bag "Your Truly Mix/Mastering" sammen med Mikkel Nuplex.

## Diskografi
- L.O.C. - Hvasådair (single) - 2023
- Per Vers + Benny Andersen - Sidste Omgang - 2022
- Kasper Spez - Side A - 2014
- L.O.C - FUCK L.O.C. - 2021
- Elias Wallace - Walk with you - 2021
- L.O.C - Ekkokammer - 2019
- Bogfinkevej - BFV - 2019
- Per Vers - Knust Kunst - 2018
- Jokeren - Glædesbringeren - 2018
- L.O.C - Dominologi XV Veteran - 2017
- Bogfinkevej - Helt Stil - 2017
- L.O.C - Anno XV - 2016
- Kasper Spez - Logi - 2015
- Kasper Spez - Fantasten - 2014
- L.O.C - Grand Cru - 2014
- Marco Evaristti - 9by7 - 2014
- L.O.C - Sakrilegium - 2013
- L.O.C - Prestige, Paranoia, Persona Vol. 1 & Vol. 2 - 2012
- Barbara Moleko - Lykken Er... - 2012
- Jokeren - Den Tørstige Digter - 2009
- Revoltage - Kaos i myldretiden - 2007
- Viva La Gadehiphop - 2005